# Freidora

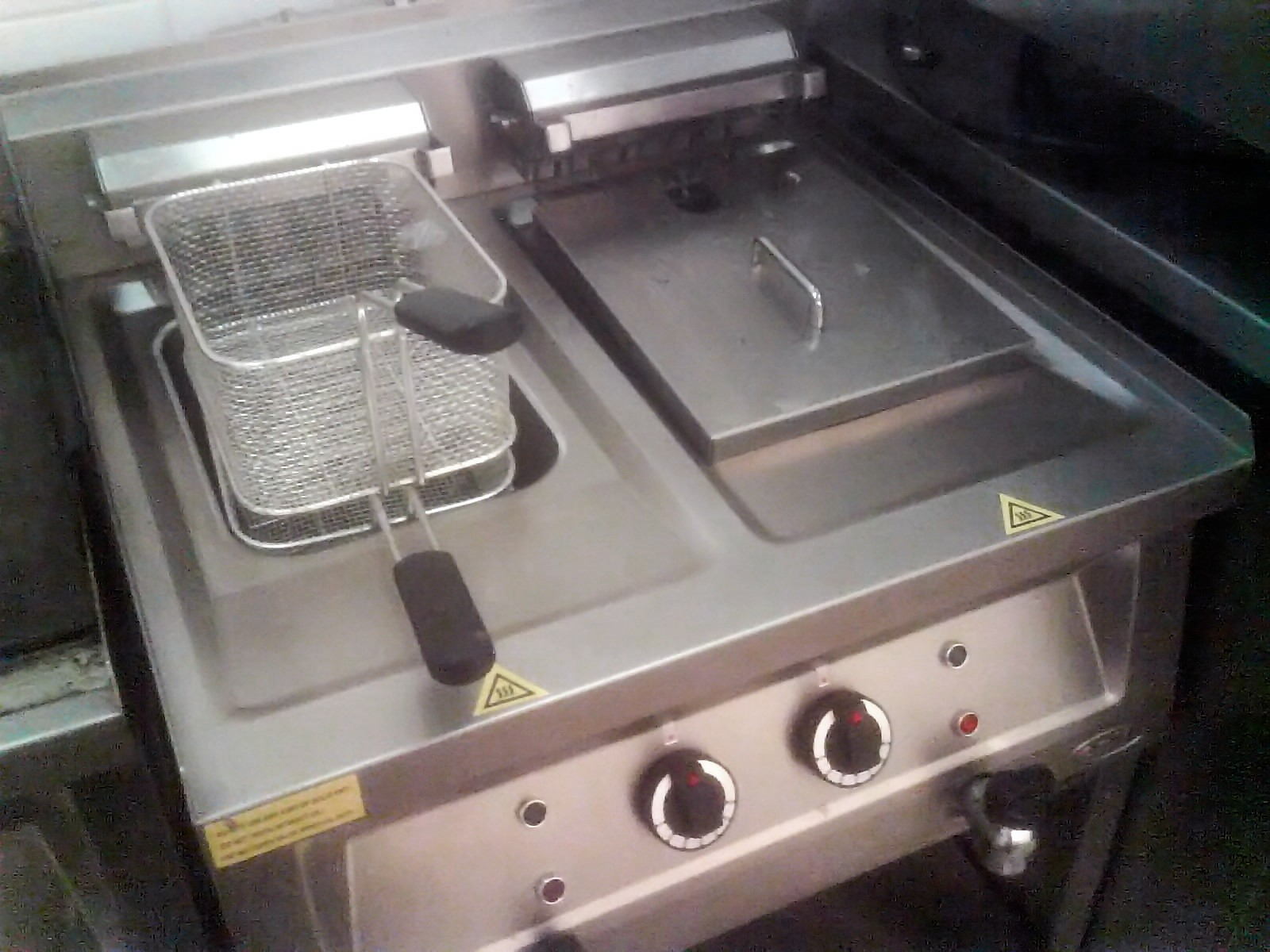
Freidora industrial.

Una freidora es un electrodoméstico usado en la cocina para freír alimentos. Existen versiones industriales, así como variantes domésticas.
Existen también las llamadas freidoras sin aceite o freidoras de aire caliente. Estas, como bien indican sus nombres, permiten la fritura, cocción e incluso horneado (dependiendo del modelo) con la utilización de muy poco o nada de aceite. 

## Características

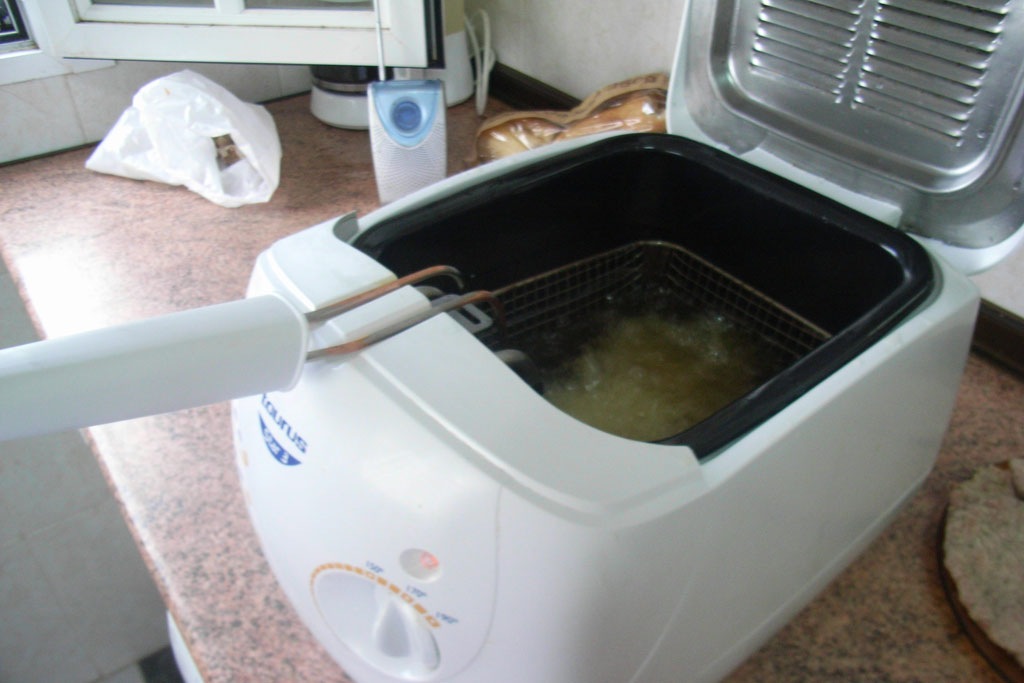
Freidora doméstica con cestillo.

Las freidoras modernas cuentan con un cestillo para sacar los alimentos del aceite y escurrirlos. También pueden incluir cronómetros con alarma audible, mecanismos automáticos para elevar y sumergir el cestillo en el aceite, dispositivo para evitar que los restos de harina y rebozado se quemen en el fondo de la cubeta, sistemas de ventilación para mitigar el olor, filtros de aceites para ampliar su vida útil y controles de temperatura mecánicos o electrónicos.

## Tipos de freidoras
- Freidoras modulares
- Freidoras de sobremesa
- Marmitacas
- Freidoras sin aceite

Son freidoras de alto rendimiento, muy potentes con las que se puede cocinar infinidad de alimentos. Tienen termostatos para calibrar la potencia. Son equipos muy seguros y preparados para rendir con mucho volumen de trabajo, que alcanzan altas temperaturas en cuestión de segundos.

## Construcción
Las freidoras modernas han mejorado la eficiencia energética gracias a la mejora de los sistemas de transferencia de calor. Los modelos comerciales con sistemas infrarrojos o de convección son eficientes pero caros, por lo que son más comunes las freidoras eléctricas o a gas.
Los modelos eléctricos son populares en el mercado doméstico por su movilidad. Pierden algo menos de calor que las de gas porque los elementos térmicos están sumergidos en el aceite, y tiene un tiempo de recuperación de la temperatura menor entre ciclos de fritura. Los modelos de gas se calientan más rápidamente y alcanzan mayores temperaturas de trabajo, pudiendo ser alimentados con gas natural o propano, fuentes energéticas generalmente más baratas que la electricidad, lo que hace a estas freidoras más populares en entornos industriales.
Las freidoras profesionales suelen fabricarse en acero dulce o inoxidable, siendo este último más resistente a las corrosión y las manchas. Además, el acero dulce también se dilata más con el calor, lo que puede dañar el aparato con el tiempo.
Existen freidoras con una gran variedad de cubetas. Algunos modelos cuentan con una «zona fría» en el fondo de la cubeta, donde se depositan los trozos que se desprenden de los alimentos, evitándose así que se carbonicen y ensucien el aceite. Las freidoras con calentadores tubulares tienen una gran zona fría porque los tubos están un poco elevados del fondo de la cubeta, dejando un generoso espacio de aceite más frío. Esto resulta particularmente útil al freír elementos muy empanados o rebozados. Las freidoras con calentadores tubulares son más difíciles de limpiar que las abiertas, pero permiten un mejor acceso a la fuente de calor y suelen ser menos caras. Los modelos de cubeta abierta tienen una fuente de calor externa, que hace que su limpieza sea más cómoda y da un mejor acceso al aceite, pero suelen disponer de una zona fría menor, por lo que las partículas que se desprenden pueden quemarse y ensuciar el aceite. Sin embargo, estas freidoras funcionan muy bien para los alimentos poco empanados. Las freidoras de fondo plano, una variante de las de cubeta abierta, también pueden ser difíciles de limpiar y carecen de zona fría, pero son muy efectivas para freír masa.

## Control de temperatura
Muchos modelos de freidoras modernas incluyen controles de temperatura electrónicos, que permiten ahorrar energía al monitorizar y ajustar constantemente la temperatura del aceite. Un termostato de alta calidad puede mantener la temperatura en un rango de 200 °C, asegurando tiempos de fritura precisos. Los termostatos de seguridad que cortan la alimentación automáticamente si el aceita alcanza temperaturas peligrosas ayudan a prevenir incendios.

## Filtrado del aceite
Un sistema de filtrado de aceite, tratamiento químico o polvo de tierra de diatomeas ayuda a eliminar las pequeñas partículas de comida que no siempre son visibles. El uso de estos sistemas duplica la vida del aceite. Los sistemas de filtrado pueden  verse adquirirse integrados en la freidora para evitar realizar manualmente el proceso relativamente peligroso de filtrar el aceite en un sistema externo. Muchos restaurantes usan un sistema de filtrado portátil o un shortening shuttle para transportar el aceite desechado a una zona de vertido. Sin embargo, ni siquiera el aceite viejo es completamente inútil. Hay métodos (químicos y mecánicos) para «reciclar» el aceite usado como biodiésel apto para vehículos diésel.

## Accesorios

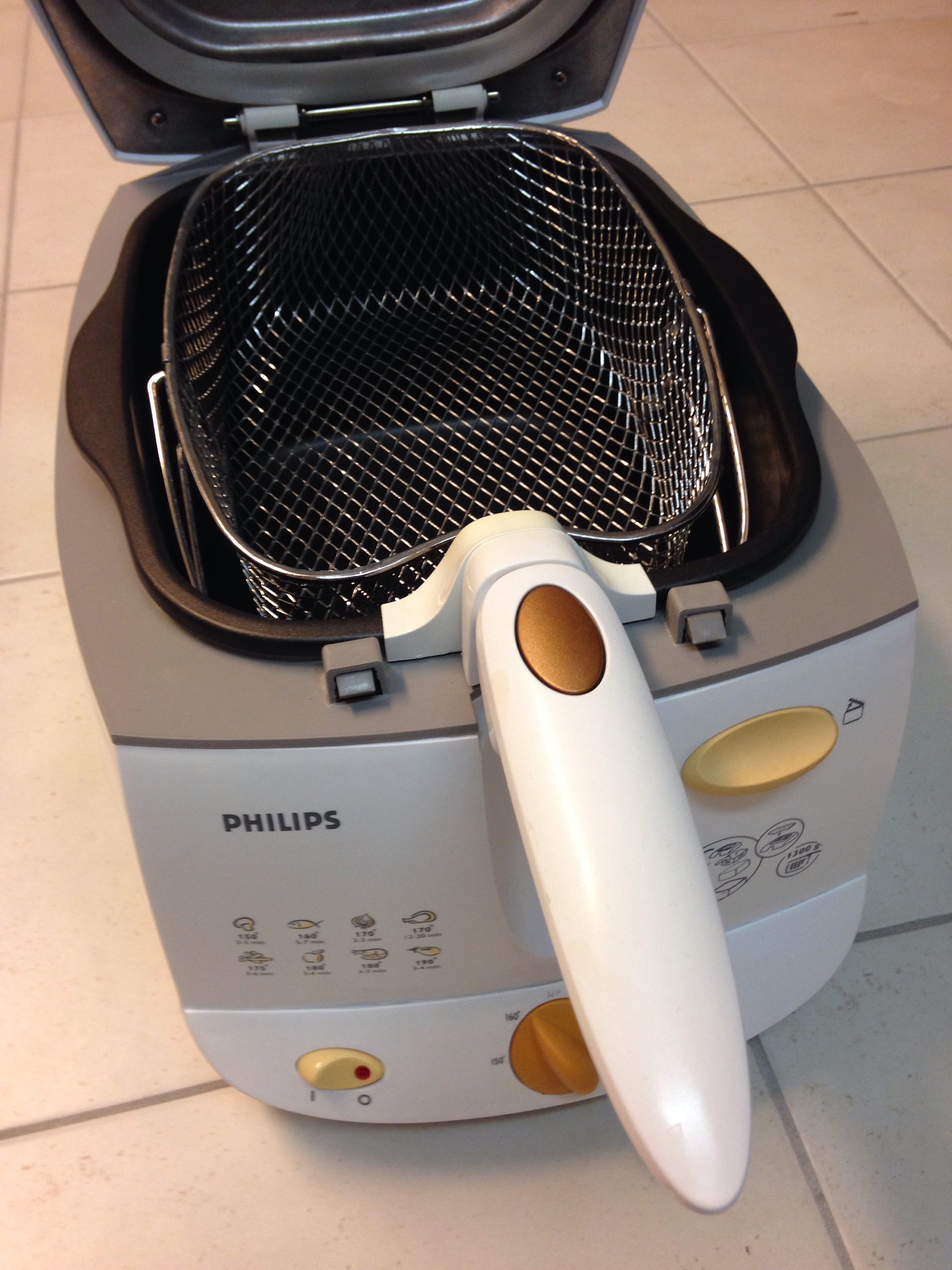
Freidora doméstica de la marca Philips.

Las freidoras industriales cuentan con una amplia gama de accesorios y opciones. Hay modelos encastrables, de suelo y baterías con múltiples unidades de suelo, sistemas de filtrado y depósitos unidos en un gran sistema de freiduría. Las freidoras individuales pueden tener uno o más tanques. Los modelos industriales de suelo pueden contar con ruedas para facilitar su mantenimiento y limpieza. Los cestillos también están disponibles en diversas formas y tamaños, con o sin mangos resistentes al calor.

## Riesgos de incendio y seguridad personal
Dado que es necesario cocinar alimentos a altas temperaturas para matar bacterias y patógenos, se deben tomar medidas de precaución. Una de estas precauciones es el uso de agua y otras soluciones alrededor de las freidoras porque el agua o el hielo que se encuentra con los aceites calientes es probable que gorgotee, salpique y burbujee en superficies u objetos cercanos. De hecho, el uso de agua o hielo con aceite caliente puede hacer que el agua se evapore a esa temperatura elevada, provocando lesiones corporales graves o explosiones calientes. Esto se conoce comúnmente como el punto de inflamación y siempre debe evitarse. Siempre es mejor usar un agente químico como un extintor de incendios o cubrir el aceite con un objeto no poroso como una tapa o bandeja de metal en lugar de líquidos como el agua. Otra precaución a tener en cuenta al usar una freidora de grasa profunda para asegurarse de que el aceite no se desborde cuando se colocan alimentos en la freidora y que el alimento se pueda sumergir por completo para garantizar una cocción uniforme, especialmente para objetos grandes como pavo. Si el aceite se encuentra con las llamas, de los quemadores de la estufa y otras fuentes, los resultados pueden ser mortales como los aceites calentados o gaseosos que pueden explotar en estaciones de trabajo cercanas y causar incendios en paredes y techos. Otro factor que puede causar incendios de aceite es el entorno que rodea la freidora, como mantener el área de trabajo libre de objetos y colocar recipientes / freidoras de aceite caliente sobre superficies lisas para que no se derramen. Además, el monóxido de carbono puede crearse a partir de la fritura profunda y la poca ventilación / flujo de aire puede causar que las personas en el área se envenenen, lo que es especialmente peligroso, por lo que los detectores de monóxido de carbono deben mantenerse en funcionamiento.